# Diputación Provincial de Salamanca
La Diputación Provincial de Salamanca es el órgano al que le corresponde el gobierno de la provincia de Salamanca, de acuerdo con lo establecido en la legislación española vigente.
Es una institución pública que presta servicios directos a los ciudadanos y presta apoyo técnico, económico y tecnológico a los ayuntamientos de los 362 municipios de la provincia de Salamanca, en la comunidad autónoma de Castilla y León, España. Además, coordina algunos servicios municipales y organiza servicios de carácter supramunicipal. Tiene su sede central en la ciudad de Salamanca.

## Historia
La Diputación de Salamanca fue creada en 1813, como consecuencia de la organización de España en provincias. En aquella época ejerció competencias en materia de obras públicas, educación, beneficencia, así como funciones intermedias entre los municipios y la administración del estado.

## Distribución de los diputados provinciales por partidos judiciales
Los diputados provinciales son designados por cada formación política, en cada partido judicial, tras la celebración de las elecciones locales, en la forma prevista en la Ley Orgánica del Régimen Electoral General. De conformidad con esa ley, los diputados provinciales se distribuyen por cada partido judicial de la forma siguiente:
- Partido judicial de Salamanca: 15 diputados.
- Partido judicial de Béjar: 3 diputados.
- Partido judicial de Ciudad Rodrigo: 3 diputados.
- Partido judicial de Vitigudino: 2 diputados.
- Partido judicial de Peñaranda de Bracamonte: 2 diputados.

En las elecciones municipales de 2023, los resultados depararon la siguiente distribución por partidos políticos:
| Actual distribución de la Diputación tras las elecciones municipales de 2023 | Actual distribución de la Diputación tras las elecciones municipales de 2023 | Actual distribución de la Diputación tras las elecciones municipales de 2023 | Actual distribución de la Diputación tras las elecciones municipales de 2023 | Actual distribución de la Diputación tras las elecciones municipales de 2023 |
| Partido político                                                             | Votos                                                                        | %                                                                            | Diputados                                                                    |                                                                              |
| ---------------------------------------------------------------------------- | ---------------------------------------------------------------------------- | ---------------------------------------------------------------------------- | ---------------------------------------------------------------------------- | ---------------------------------------------------------------------------- |
| Partido Popular de Castilla y León (PPCyL)                                   | 82.639                                                                       | 47,82%                                                                       | 15                                                                           |                                                                              |
| Partido Socialista de Castilla y León (PSOECyL)                              | 53.476                                                                       | 30,94%                                                                       | 9                                                                            |                                                                              |
| Vox (Partido Político) (Vox)                                                 | 13.000                                                                       | 7,52%                                                                        | 1                                                                            |                                                                              |

### Distribución de escaños por partidos judiciales
| Partido judicial        |    |   |   | Diputados |
| ----------------------- | -- | - | - | --------- |
| Béjar                   | 2  | 1 |   | 3         |
| Ciudad Rodrigo          | 2  | 1 |   | 3         |
| Peñaranda de Bracamonte | 1  | 1 |   | 2         |
| Salamanca               | 9  | 5 | 1 | 15        |
| Vitigudino              | 1  | 1 |   | 2         |
| Total                   | 15 | 9 | 1 | 25        |

## Composición
Integran la Diputación Provincial, como órganos de Gobierno de la misma, el Presidente, los Vicepresidentes, la Junta de Gobierno, el Pleno, los Órganos colegiados y las Comisiones informativas.
El último presidente de la Diputación fue Francisco Javier Iglesias García, que fue cesado el 26 de mayo de 2019 por la celebración de elecciones municipales en la provincia, pero que continúa en funciones hasta la toma de posesión del nuevo gobierno provincial. En la nueva corporación electa en 2019, el PP tiene mayoría absoluta ya que cuenta con 13 diputados. La oposición estará formada por 10 diputados del PSOE y 2 de Ciudadanos.

## Organización administrativa
Esta es la composición de diputados durante la legislatura 2023-2027, así como los cargos que desempeñan.
| Cargo | Titular                            | Partido | Circunscripción         | Cargo Municipal                                     |
| --- | ---------------------------------- | ------- | ----------------------- | --------------------------------------------------- |
| Presidente | Francisco Javier Iglesias García   |         | Salamanca               | Concejal de San Morales                             |
| Vicepresidente Primero, Diputado de Cultura y Relaciones Institucionales                                               | David Mingo Pérez                  |         | Salamanca               | Alcalde de Santa Marta de Tormes                    |
| Vicepresidente Segundo, Diputado de Presidencia y Área de Organización y Recursos Humanos                              | Carlos García Sierra               |         | Salamanca               | Concejal de Doñinos de Ledesma                      |
| Vicepresidenta Tercera, Diputada de Bienestar Social, Igualdad y Juventud                                              | Eva María Picado Valverde          |         | Salamanca               | Alcaldesa de Machacón                               |
| Diputada de Fomento, Medio Ambiente, Parque Móvil y de Maquinaria y Proyectos Estratégicos. Portavoz del Grupo Popular | María del Pilar Sánchez García     |         | Salamanca               | Teniente de Alcalde de Matilla de los Caños del Río |
| Diputado de Carreteras, Escuela de Tauromaquia y Deportes                                                              | Jesús María Ortiz Fernández        |         | Vitigudino              | Alcalde de Barruecopardo                            |
| Diputado de Economía y Hacienda                                                                                        | Marcos Iglesias Caridad            |         | Ciudad Rodrigo          | Alcalde de Ciudad Rodrigo                           |
| Diputado de Educación y Patrimonio Documental                                                                          | Ángel Luis Peralvo Sanchón         |         | Salamanca               | Alcalde de Villamayor                               |
| Diputado de Asistencia a Municipios y Salamaq                                                                          | Santiago Alberto Castañeda Valle   |         | Salamanca               | Alcalde de Castellanos de Villiquera                |
| Diputado de Protección Civil                                                                                           | Roberto José Martín Benito         |         | Salamanca               | Alcalde de Guijuelo                                 |
| Diputado de Agricultura y Ganadería                                                                                    | José Roque Madruga Martín          |         | Salamanca               | Alcalde de Tardáguila                               |
| Diputado de Turismo | Juan Carlos Zaballos Martínez      |         | Peñaranda de Bracamonte | Alcalde de Mancera de Abajo                         |
| Diputado de Empleo y Desarrollo Rural, Fondos Europeos y Planes Provinciales                                           | Antonio Agustín Labrador Nieto     |         | Béjar                   | Alcalde de San Esteban de la Sierra                 |
| Diputada de Ferias y Mercados y Convenios con las Diócesis                                                             | María de las Nieves García Mateos  |         | Béjar                   | Alcaldesa de Sorihuela                              |
| Diputado de Castro Enríquez                                                                                            | Gerardo Marcos García              |         | Ciudad Rodrigo          | Alcalde de Alba de Yeltes                           |
| Portavoz del Grupo del Partido Socialista Obrero Español                                                               | Fernando Rubio de la Iglesia       |         | Salamanca               | Alcalde de Juzbado                                  |
| Diputado | Leonardo Bernal García             |         | Salamanca               | Alcalde de Rollán                                   |
| Diputada | Miryam Tobal Vicente               |         | Salamanca               | Concejal de Villares de la Reina                    |
| Diputado | Mario Cavero Martín                |         | Salamanca               | Concejal de Éjeme                                   |
| Diputada | Sara Sánchez Hernández             |         | Salamanca               | Concejal de Carbajosa de la Sagrada                 |
| Diputado | Antonio Cámara López               |         | Béjar                   | Concejal de Béjar                                   |
| Diputado | Carlos Fernández Chanca            |         | Ciudad Rodrigo          | Concejal de Ciudad Rodrigo                          |
| Diputada | María del Carmen Ávila de Manueles |         | Peñaranda de Bracamonte | Alcaldesa de Peñaranda de Bracamonte                |
| Diputado | Luis Rodríguez Herrero             |         | Vitigudino              | Alcalde de Pereña de la Ribera                      |
| Portavoz del Partido Político VOX                                                                                      | Celestino del Teso Rodríguez       |         | Salamanca               | Concejal de Doñinos de Salamanca                    |

## Histórico de presidentes

### Presidentes durante la democracia[4]
- 1979-1982: Antonio Gómez Rodulfo Delgado (UCD)
- 1982-1983: José Muñoz Martín (UCD)
- 1983-1988: Juan José Melero Marcos (PSOE)
- 1988-1991: Mª del Rosario Diego Díaz-Santos (CDS)
- 1991-1995: José Jesús Dávila Rodríguez (PP)(Grupo mixto desde 01-08-1991)[5][6]
- 1995-1996: Gonzalo Sáiz Fernández (PP)
- 1996-2001: Alfonso Fernando Fernández Mañueco (PP)
- 2001-2003: Manuel Sánchez Velasco (PP)
- 2003-2011: Isabel Jiménez García (PP)
- Desde 2011: Francisco Javier Iglesias García (PP)